# جاك روبسون
جون «جاك» روبسون (بالإنجليزية: Jack Robson)‏، توفي في 11 يناير 1922 في دورهام، مدرب كرة قدم إنجليزي سابق.
بدأ مسيرته التدريبية مع نادي ميدلزبره في عام 1899، ودربهم حتى عام 1905، وفي عام 1905 انتقل إلى تدريب نادي كريستال بالاس، ودربهم حتى عام 1907، وفي عام 1908 انتقل إلى تدريب نادي برايتون أند هوف ألبيون، ودربهم حتى عام 1914، وفي عام 1914 انتقل إلى تدريب نادي مانشستر يونايتد، ودربهم حتى عام 1921.

## روابط خارجية
- جاك روبسون على موقع Soccerbase.com (مدرب) (الإنجليزية)